# Trichillurges brasiliensis
Trichillurges brasiliensis är en skalbaggsart som först beskrevs av Julius Melzer 1935.  Trichillurges brasiliensis ingår i släktet Trichillurges och familjen långhorningar. Inga underarter finns listade i Catalogue of Life.